# Differt
Differt (Luxemburgs: Déifert) is een gehucht in de gemeente Messancy in het Land van Aarlen, het Luxemburgstalige deel van de Belgische Provincie Luxemburg.

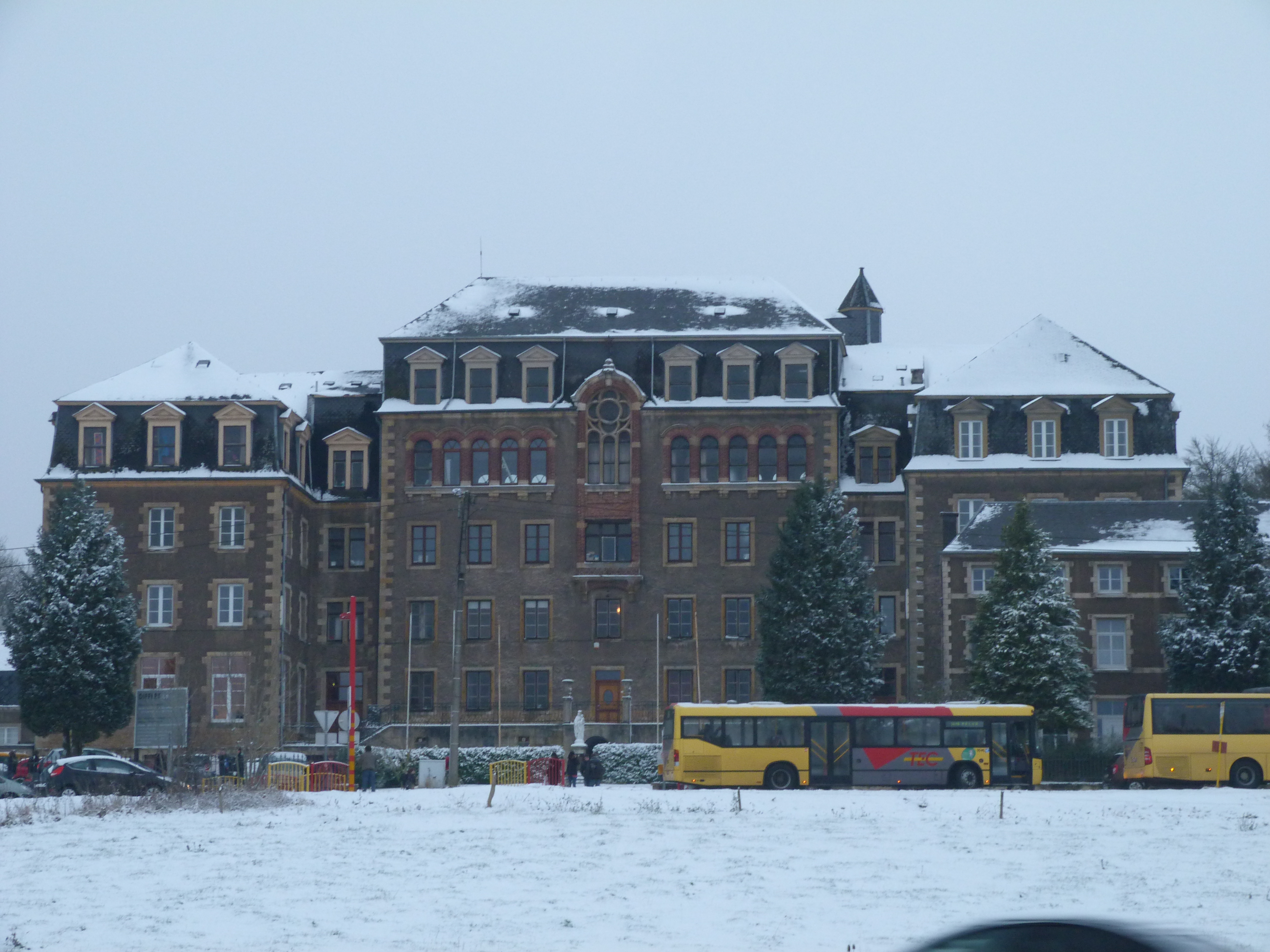
Het Institut Cardijn-Lorraine, gezien vanaf de N81

Deelgemeenten: Habergy · Hondelange · Messancy · Sélange · Wolkrange

Overige dorpen: Bébange · Buvange · Differt · Guelff · Longeau · Turpange

Belgische gemeenten · Arrondissement Aarlen · Luxemburg · Wallonië